# 彝语东部方言
彝语东部方言，是彝语的一种方言，主要分布在云南省东北部和中部、四川省南部、贵州省西部、广西壮族自治区西部，使用人数约有120万。操这种方言的人自称“诺苏”/no55su13/、“纳苏泼”/na33su33pʰo55/、“纳泼”/na55pʰo55/等。分布范围东至贵州黔西、关岭、广西隆林；南至云南师宗，与东南部方言区按界；西至云南安宁、元谋，分别与南部方言区、中部方言区按界；北至云南永善、巧家、昭通，与北部方言区接界。

## 划分
彝语东部方言内部差别明显。分为三个次方言、十个土语。
- 滇黔次方言：主要分布在云南省东北部和贵州省西部。
  - 水西土语：贵州毕节、黔西、金沙、大方、织金、纳雍、清镇和云南镇雄一带。分为黔西、毕节、大方三个次土语。
  - 乌撒土语yig：贵州威宁、水城、赫章和云南彝良、会泽、宣威一带。分为威宁、赫章、恨可三个次土语。
  - 芒部土语：云南镇雄、威信和贵州赫章一带。
  - 乌蒙土语ywu：云南昭通和永善的部分地区。乌蒙是昭通的古称。
- 滇东北次方言
  - 武禄土语（黑彝，纳苏）ywq：云南武定县、禄劝县、元谋、寻甸、禄丰、会泽一带。
  - 巧武土语（甘彝，纳罗、阿罗）yna：云南巧家县、武定、禄劝、元谋、会泽一带。
  - 武定土语（红彝，乃苏）：云南武定、永仁、禄丰一带。
  - 寻甸土语（葛泼）：云南寻甸县、禄劝、会泽、嵩明、泸西、师宗、罗平、弥勒一带。
  - 昆安土语（撒梅等）：云南昆明的安宁市和楚雄彝族自治县的禄丰一带。
- 盘县次方言、盘县土语：主要分布在贵州盘县的盘南和盘北以及云南的富源、罗平一带。分为盘南、盘北两个次土语。

另有车苏等支系，语言上接近东部方言，但是分布在彝语其他方言区内。

## 语音
东部方言的特点是：声母数量很多，有鼻冠浊辅音、卷舌塞音等；元音数量较少（汉语借词的鼻化元音除外）。
武定县发窝乡大西邑村（属于黑彝土语）音系如下。

### 声母
声母有46个。
|        |          | 唇音  | 齿龈音 | 卷舌音 | 腭化齿龈音 | 软腭音 | 喉音 |
| ------ | -------- | ----- | ------ | ------ | ---------- | ------ | ---- |
| 塞音   | 清不送气 | /p/   | /t/    | /ʈ/    |            | /k/    |      |
| 塞音   | 清送气   | /pʰ/  | /tʰ/   | /ʈʰ/   |            | /kʰ/   |      |
| 塞音   | 浊       | /b/   | /d/    | /ɖ/    |            | /ɡ/    |      |
| 塞音   | 鼻冠浊   | /m͡bʱ/ | /n͡dʱ/  | /ɳ͡ɖʱ/  |            | /ŋ͡gʱ/  |      |
| 塞擦音 | 清不送气 |       | /ʦ/    | /t͡ʂ/   | /ʨ/        |        |      |
| 塞擦音 | 清送气   |       | /ʦʰ/   | /t͡ʂʰ/  | /ʨʰ/       |        |      |
| 塞擦音 | 浊       |       | /ʣ/    | /d͡ʐ/   | /ʥ/        |        |      |
| 塞擦音 | 鼻冠浊   |       | /n͡ʣʱ/  | /ɳd͡ʐʱ/ | /ȵ͡ʥʱ/      |        |      |
| 擦音   | 清       | /f/   | /s/    | /ʂ/    | /ɕ/        | /x/    | /h/  |
| 擦音   | 浊       | /v/   | /z/    | /ʐ/    | /ʑ/        | /ɣ/    |      |
| 鼻音   | 浊       | /m/   | /n/    | /ɳ/    | /ȵ/        | /ŋ/    |      |
| 边音   | 清       |       | /ɬ/    |        |            |        |      |
| 边音   | 浊       |       | /l/    |        |            |        |      |

其中/ʐ/只出现在汉语借词中。舌根音和元音/ɔ/相拼时发生唇化。

### 韵母
韵母有20个，都是由一个单元音构成，没有韵尾。下表列出10个松元音，还有10个相应的紧元音。
|            | 舌尖元音 | 前元音 | 后元音   |
| ---------- | -------- | ------ | -------- |
| 音节性辅音 |          |        | /v̩/      |
| 闭         | /ɿ/      | /i/    | /ɯ/，/u/ |
| 半闭、半开 |          | /e/    | /ɤ/，/ɔ/ |
| 开         |          |        | /ɑ/，/ɒ/ |

其中/e/对应的紧元音是/ɛ̰/；/ɿ/、/ɿ̰/在舌尖后辅音之后读作/ʅ/、/ʅ̰/；/u/、/ṵ/的实际音值是/ʋ̩/、/ʋ̰̩/。

### 声调
有4个声调，都是平调。
- 高调（55˥）
- 中调（33˧）
- 次低调（2˨）
- 低调（11˩）

其中次低调为短调，主要出现在紧元音韵母的音节中；低调只出现在松元音韵母音节中。这两个调基本互补，可以合并为一个调。

## 文字
受汉文化的影响，东部方言区很早以前就使用毛笔，所以书写讲究笔锋，笔画讲究曲线和波浪形，笔画比其他方言多。不同支系之间文字也有差别。黑彝土语区通用老彝文，有大量古籍和金石铭刻流传于世，如《西南彝志》。
除彝文以外，武定、禄劝一代的彝族基督徒还使用一种由柏格理苗文改造而成的拼音文字来书写禄劝彝语。